# Longeron
Ne doit pas être confondu avec Le Longeron.
Cet article possède un paronyme, voir Langeron.
Le longeron est un élément constitutif d'une structure, correspondant à une poutre disposée longitudinalement (c'est-à-dire dans le sens de sa longueur). Ce terme apparaît dans différents domaines et désigne des pièces différentes dont le rôle est relativement similaire.

## Construction
En construction, le longeron permet de relier des montants d'échafaudage et sert de garde-corps[réf. souhaitée].

## Mécanique

### Aviation
Un longeron, en aéronautique, est un élément longitudinal du fuselage ou de l'aile, des plans fixes et des gouvernes.

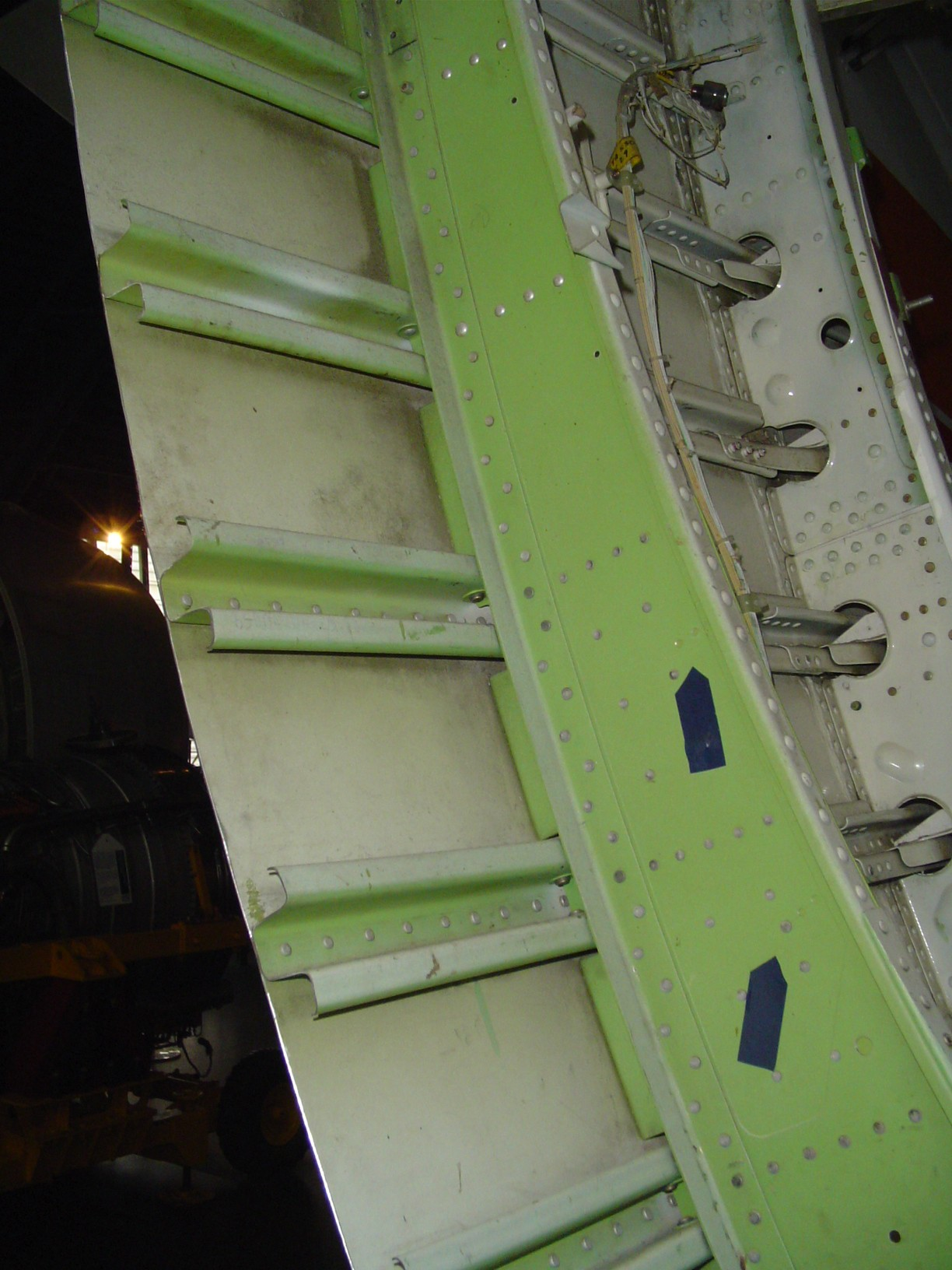
Fuselage d'un Boeing 747, avec une structure en panneau raidi par des longerons (sens long) et des cadres (sens circonférentiel).

#### Ailes

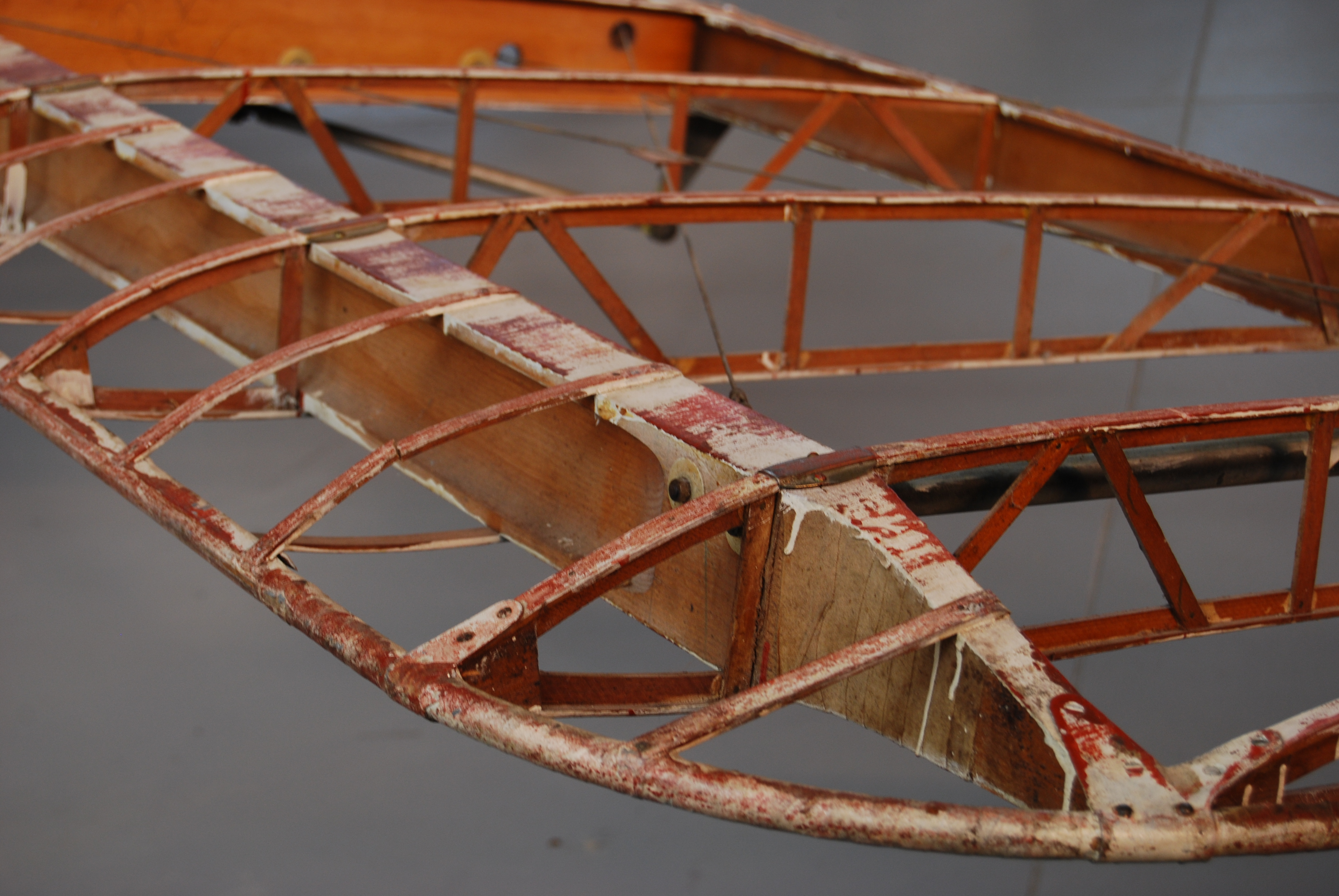
Longeron de l'aile d'un De Havilland DH.60 Moth

Le longeron de l'aile est une poutre qui part de l'emplanture de l'aile et qui va jusqu'à son extrémité. C'est cette pièce qui supporte les charges aérodynamiques qui s'appliquent sur la voilure.
Le longeron peut être fabriqué en une seule pièce, de métal (cornière ou tube à base rectangulaire), de carbone (tube), ou composé de deux « joues » de contreplaqué fin qui enserrent deux « semelles » horizontales. Ce sont ces « semelles » qui vont supporter 99 % des forces dynamiques qui vont affecter l'aile.
Une aile peut comporter deux longerons, un principal, vers le centre de gravité de l'aile, un secondaire, plus en arrière. Le longeron principal peut même être situé dans le bord d'attaque, « formant », ce bord d'attaque. Le longeron principal peut être aussi construit afin de constituer le réservoir de carburant[réf. incomplète],[réf. incomplète].

### Véhicules

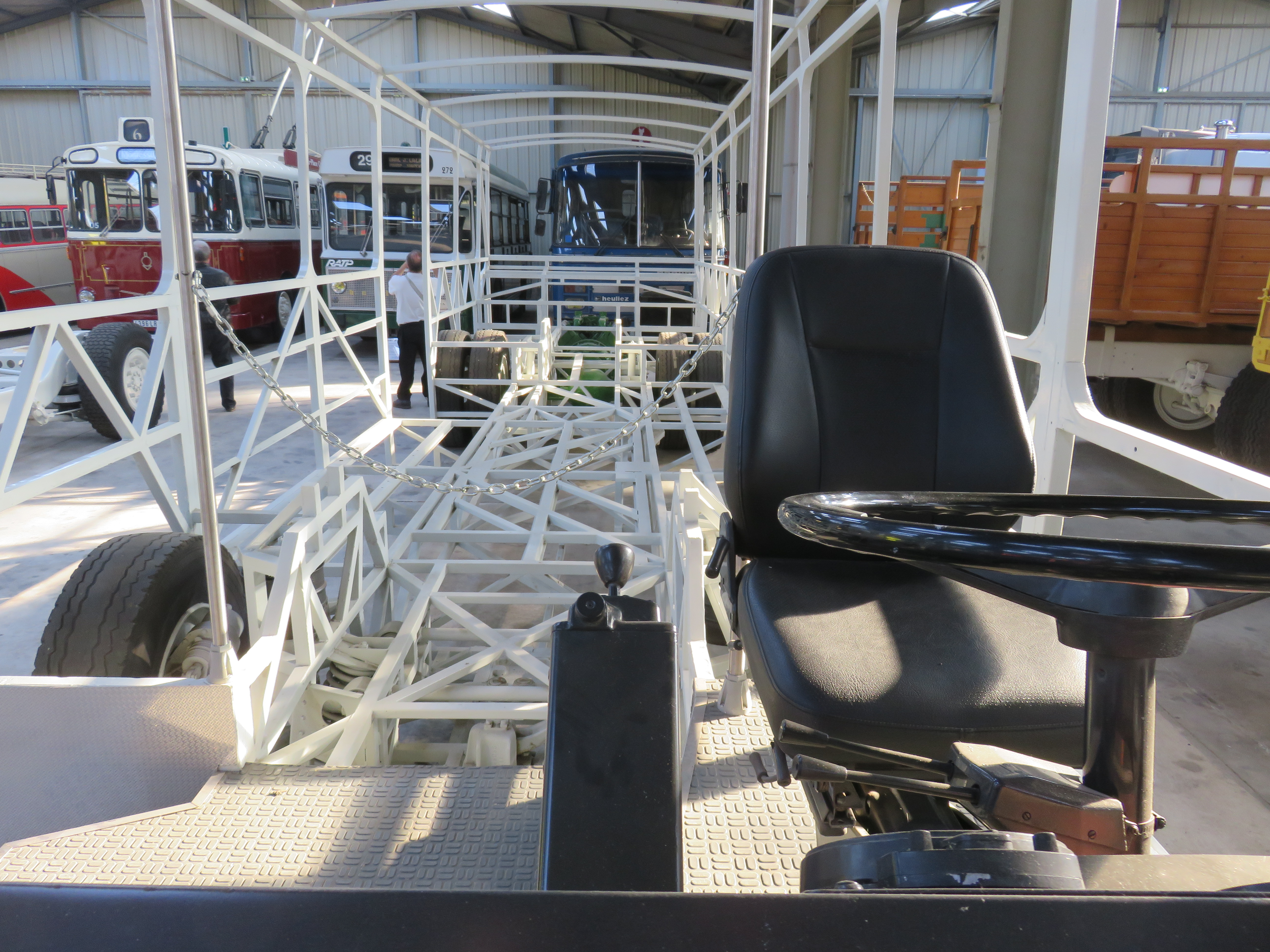
Vue intérieure d'une caisse autoportante d'un autobus Berliet PR 100 : au centre, les longerons qui relient les traverses entre-elles.

Le longeron peut composer le châssis de véhicule, notamment dans le cas de caisse autoportante ou carrosserie sur châssis.

## Sylviculture
Selon le dictionnaire du CNRTL, en sylviculture les longerons sont des « pièces de bois que l'on pose transversalement à l'empilement des billes pour les tenir soulevées de terre ».